# Rådet for Sikker Trafik
Rådet for Sikker Trafik (tidligere Rådet for Større Færdselssikkerhed) er en privat organisation der arbejder for at øge trafiksikkerheden. Medlemmerne af rådet er dels offentlige myndigheder og dels private organisationer. Rådet for Sikker Trafiks arbejde omfatter bl.a. kampagner, undervisningsmaterialer og rådgivning. Administrerende Direktør for Rådet for Sikker Trafik er Jakob Bøving Arendt.

## Historie
Større Færdselssikkerhed blev oprettet 8. september 1935 af bl.a. Svend Bergsøe som en privat græsrodsorganisation. Før oprettelsen havde Bergsøe stået i spidsen for nogle aktioner, hvor han og andre aktivister malede vejtræer og bagskærme på cykler hvide med det formål at øge synligheden for at  forebygge trafikulykker. Da Større Færdselssikkerhed blev oprettet, havde gruppen bag opfordret til at Københavns borgere mødte op på bestemte samlingssteder for at få malet bagskærme på deres cykler – en opfordring som 4.000 borgere fulgte. Et par dage senere havde aktionen spredt sig til hele landet, og 150.000 cykler havde nu fået hvide bagskærme.
I 1937 blev Justitsministeriets Udvalg for Færdselspropaganda oprettet som rådgiver for Større Færdselssikkerhed, og to år senere begyndte staten at støtte rådet økonomisk.
Under 2. Verdenskrig blev der imidlertid brug for information om meget mere end trafiksikkerhed, fx mørklægning og kampagner for at spare på lys og gas. Disse samfundskampagner blev udformet under navnet Justitsministeriets Propagandaudvalg. Under krigen blev der også gennemført en række trafiksikkerhedskampagner med særligt fokus på cyklister, da der på grund af mangel på benzin var mange cyklister, hvilket medførte mange ulykker med cyklister.
Efter krigen kom fokus igen på trafiksikkerhed og navnet blev ændret til ændret til Justitsministeriets Udvalg for Større Færdselssikkerhed, som bl.a. finansierede Carl Th. Dreyers kortfilm De nåede færgen der havde premiere i 1948.
I 1953 blev udvalget omdannet til et selvstændigt råd med navnet Rådet for Større Færdselssikkerhed og en lang række institutioner og myndigheder blev tilsluttet som medlemmer.
I 1970 startede man Børnenes Trafikklub, et tilbud til børn mellem 3 og 6½ år hvor børnene hvert halve år (på deres fødselsdag og halvårsfødselsdag) modtog pakker med trafikinformation til aldersgruppen. Baggrunden var, at antallet af kvæstede og dræbte i trafikken var steget voldsomt gennem 1960'erne. Børnenes Trafikklub blev hurtigt en stor succes. I mange år var ca. halvdelen af alle børn mellem 3 og 6 år medlem.  
I 1988 udgav Børnenes Trafikklub kasettebåndet Max og Antonette og året efter kom Badmads, der begge skulle fortælle børn om trafiksikkerhed.
Samme år kom den første nationale handlingsplan for trafiksikkerhed med konkrete mål og forslag til indsatser for at nedbringe antallet af dræbte og tilskadekomne i trafikken.  
Den 1. november 2009 skiftede rådet navn til Rådet for Sikker Trafik. Begrundelsen lød "Færdselssikkerhed er ikke længere et ord der bliver brugt naturligt i befolkningen. I stedet taler vi om trafiksikkerhed...".
Børnenes Trafikklub lukkede i 2015 pga. faldende medlemstilgang, og et ønske om at gøre tilbuddet om trafiktræning gratis, digitalt og for børn i alle aldre. Derfor er klubben i dag erstattet af gratis information på sikkertrafik.dk og nyhedsbreve til forældre med børn i alderen 0 -18 år.  
Rådet for Sikker Trafik arbejder stadig for at reducere antallet af dræbte og tilskadekomne i trafikken gennem kampagner, undervisningsmateriale til skoler og uddannelsesinstitutioner, rådgivning, lovinformation og samarbejde. Rådet for Sikker Trafiks arbejde bygger på anbefalingerne i Færdselssikkerhedskommissionens Handlingsplan.
Rådet for Sikker Trafiks kampagner kan ses her

## Medlemsorganisationer
Rådet for Større Færdselssikkerhed består pr. 2023 af 47 medlemsorganisationer. Formand for Rådet for Sikker Trafik er Michael Svane. Nogle af de større medlemsorganisationer er:

### Private
- Dansk Erhverv
- Cyklistforbundet
- Forsikring & Pension
- FDM
- Skole og Forældre
- Ældre Sagen

### Offentlige
- Færdselsstyrelsen
- Justitsministeriet
- Kommunernes Landsforening
- Rigspolitiet
- Transportministeriet
- Vejdirektoratet